# Cembalet
De Cembalet is een toetsinstrument dat werd gemaakt door het Duitse bedrijf Hohner. Het is in 1958 bedacht door de musicus en ingenieur Ernst Zacharias en is in feite een soort elektrisch klavecimbel. De naam komt van Cembalo, het Duitse woord voor klavecimbel. Het bereikt loopt van C tot c3. Er zijn versies met -, en zonder ingebouwde versterker en luidsprekers bekend.

## Werking
De Cembalet heeft voor iedere toon een metalen tongetje. Als een toets wordt ingedrukt wordt het tongetje aangetokkeld door een plectrum van neopreen. Als de toets wordt losgelaten dempt een schuimrubber demper de toon. Het trillen van het tongetje wordt via een elektromagnetische opnemer versterkt met behulp van de ingebouwde versterker en luidsprekers, of via een externe versterker.

## Productie
De productie begon in 1961, en werd ergens in de jaren zeventig gestaakt. De Cembalet bleef altijd een beetje in de schaduw van de Pianet, die een jaar later op de markt was gekomen.
In de DDR werd vanaf circa 1963 een kopie gebouwd, de Weltmeister Claviset. Weltmeister bouwde ook een 32-toons basversie, de Weltmeister Basset, die omgehangen kon worden.
Van deze versie bestaat ook een keyboard-versie (die dus niét omgehangen kan worden).

## Te horen
De Cembalet is te horen op Do Wah Diddy Diddy van Manfred Mann; I'm Into Something Good van Herman's Hermits; en op de nummers (Get A) Grip (On Yourself), Go Buddy Go en No More Heroes van The Stranglers en I'll be free van InCrowd.